# 武宏
武宏（1923年10月—2017年2月5日）陕西省咸阳市人，中国人民解放军工程兵副司令员。

## 生平
1923年10月，武宏生于今咸阳市渭城区周陵乡司家庄的一个贫苦农民家庭。武宏自幼丧父，随母亲以及三个哥哥在家中务农。9岁时，家乡遭蝗灾，被母亲卖至和司家庄相邻的南贺村的冯老七家干活。因不堪冯老七家虐待，曾经私自逃走，到数十里外的村里当长工。后来被冯老七家找回并受到责骂。1937年1月，正在地里割草的14岁的武宏遇见路过当地的贺龙、关向应率领的红二方面军，乃参加红军。1937年七七事变后，武宏随八路军120师宋（时轮）邓（华）支队挺进冀东抗日。1938年8月，武宏加入中国共产党。从参军后直到抗日战争结束，武宏历任战士、班长、副排长、司号长、游击队长、管理员、游击中队长、排长、副连长、连长等职务。他先后参与河北省延庆县二道河子突围，平谷县耳东山突围，玉田县大观渠伏击日军战斗，蓟县十棵树突围，蓟县八间房突围（1943年夏，当时正患疟疾的武宏自县大队调到十三军分区四区队三连）、玉田县窝洛沽偷袭战、蓟县黄土坎战斗（1944年1月）、白宫屯突围、蓟玉遵破交战，攻打蓟县下仓镇、八里庄伏击战、胡家楼反击战，冀东赵各庄歼灭战（1945年2月，武宏时任冀东军区十八军分区特务连连长）等战斗，同日伪军英勇作战。武宏一生在战斗中6次负伤，其中5次都在抗日战争期间。
1945年抗日战争结束，根据中共中央关于对蒋介石要“针锋相对，寸土必争”的指示，1945年9月连长武宏率特务连参与攻克宝坻县城，在战斗中俘敌千余人，并缴获许多枪支弹药，敌宝坻县县长刘益璞等人在战斗中阵亡。战斗结束后，特务连扩编为特务营，下辖有五个连队，武宏从连长升为营长。1945年10月，热中纵队二十四旅七〇团副团长武宏赴中国东北战场。
1946年春，武宏奉命回冀东军区十八军分区成立宁河支队。在宁河县，武宏率领上级调拔给他的13人、数十条破枪，深入农村发动群众，扩编部队。武宏边战斗、边补充，经一年零三个月，开展数十次战斗，消灭数千名敌军，宁河支队发展至5个连队8个区小队，总计1300余人。为配合东北解放区，武宏率宁河支队在北宁铁路北平至天津、唐山一线展开夜袭芦台、南胡庄阻击战，摧毁茶淀变电所，在北孙庄歼灭敌军一个团部以及一个整营，火烧敌方船队，夜袭美军弹药库，并展开北塘战斗。其中1947年4月4日夜袭美军在华北最大的弹药库对驻华美军有很大震动，天津《大公报》以《新河美军又遭攻击，一度恶战》为题作了报道，其中说：“共军武宏部队约数百人，携带迫击炮4门，于4日晚11时许突向新河西北二道桥之美军海军陆战队弹药库袭击”，导致两大弹药库爆炸，爆炸声震动距离塘沽30里的天津市区。事后不久，美军撤换了驻华北司令。从抗日战争到第二次国共内战，武宏在各种战斗中不断获胜，被冀东一带尤其是宁河县民众称为“大武宏”，有关“大武宏”的各种传奇故事在冀东广为流传。至今冀东农村仍流传有“大武宏，骑白马，白盔白甲把敌杀”的顺口溜。
1947年9月，宁河支队改编成冀东军区警备一团，武宏任团长。武宏率警备一团先后参与武清战役、平津破交战、亮甲店战斗、北孙庄战斗等战斗的主攻任务并取胜。警备一团获冀东军区授“大功团”称号。1948年初，警备一团改编成冀察热辽军区独立五师十三团，武宏仍任团长。不久，该团又被编入中国人民解放军华北野战军第一兵团八纵独一旅六十七团（1948年底，该团编成华北野战军第二兵团八纵二十三旅六十七团；1949年1月，又编成中国人民解放军第六十五军一九四师五八〇团，武宏均任团长），由此从地方武装升格为野战部队。武宏率该团先后参加八达岭战斗、攻打保定、新保安、北平和平解放，太原战役，兰州战役，解放西北，宁夏剿匪等战役、战斗。
中华人民共和国成立后不久，武宏随六十五军参加抗美援朝战争。在五次战役中，武宏率团突破三八线，一直打到汉城郊区，在同侧翼及上级失联的危险情况下孤军奋战，巧妙越过重围返回中朝方面控制区。在防御战期间，武宏率团反击，毙伤敌千余人。1952年12月，武宏升任一九四师副师长。1953年10月回国。1954年6月，到华北军区第一速成中学学习文化半年。1956年12月，调任一九五师第一副师长兼参谋长。1957年10月进军事学院高级速成系学习两年。1960年8月，升任一九五师师长。1961年9月，一九五师改成中国人民解放军工程兵建筑第五十二师，归属中国人民解放军工程兵建制，武宏任师长。改为工程兵后，武宏率该师参与建设国防工程“102工程”。在某国防工程施工中，该师创造出大跨度坑道单面日掘进8米至9米，混凝土月被复由原先约100米提高至1100余米的当时最高纪录。后来在两个大型国防工程施工中，该师又刷新了该纪录，单面日掘进提高到11米，月汽车出碴量1万余立方米。
为改善部队供应，武宏率领建筑第五十二师在驻地和工地养猪种莱，还亲自到天津塘沽征来荒地3万余亩改造成高产田，后又在官厅水库周边征来荒地3000余亩，在大同市征地100多亩，作为该部队农副业生产基地。该部队年粮食收获500余万斤，基本满足部队供应。该部队养的猪还被中华人民共和国政府调给苏联还债。后来，该部队又和京棉三厂联系，用两个多月在官厅建起纺纱织布厂，年纯利润达100余万元人民币。1964年，天津洪灾，数万亩秧苗被水淹没，武宏亲临一线指挥，调来抽水机，并亲率部队日夜用脸盆向外舀水。该年，附近部队农场的农作物收获大减，而建筑第五十二师的农场丰收。某年，桑干河发生洪灾，建筑第五十二师的官厅农场被洪水冲进，武宏亲自指挥迅速筑起两道挡水坝。当时“左”的思想严重，有的干部乃至领导干部对武宏重视农副业生产的做法并不满意，说：“小满秧多打粮，突出政治靠一边”，“只要宝贝秧，冲了天天读”，并将他们的这些意见反映至中国人民解放军工程兵机关。武宏顶住压力，坚持抓好国防施工与农副业生产。经过数年，圆满完成了某国防工程建设任务。
1969年9月，武宏升任中国人民解放军工程兵司令部副参谋长。1970年3月，任中国人民解放军工程兵副司令员兼后勤部部长。1970年9月，被免去兼任的中国人民解放军工程兵后勤部部长职务，仍任工程兵副司令员，分管作战和国防工程工作。1975年8月中国人民解放军工程兵领导班子重组时，任中国人民解放军工程兵第一副司令员。在担任工程兵领导工作期间，武宏参与勘察、定点并指挥完成了另两个大型国防工程的施工以及华北许多国防工程，还有天安门城楼翻修，首都机场建设、天津机场建设、毛主席纪念堂建设等工程。
1955年9月，武宏获授上校军衔。1962年11月晋升为大校军衔。武宏获三级独立自由勋章、三级解放勋章。1988年获二级红星功勋荣誉章。1989年6月离休。
2017年2月5日，武宏在北京中国人民解放军总医院病逝，享年94岁。